# أناستاسيا شابوتوفا
أناستاسيا سيرجيفنا شابوتوفا (بالروسية: Анастасия Сергеевна Шаботова)؛ (بالأوكرانية: Анастасія Сергіївна Шаботова)؛ من مواليد 17 يناير 2006) لاعبة تزلج على الجليد روسية أوكرانية مثلت أوكرانيا في فردي سيدات حصلت على الميدالية البرونزية في مسابقة تحدي سي إس دينيس تن التذكاري لعام 2021 وبطلة أوكرانيا مرتين (2020، 2021) شاركت في الجزء الأخير في بطولة العالم للناشئين 2020.